# Вепсская Википедия
Ве́псская Википе́дия (вепс. Vepsän Vikipedii) — раздел Википедии на вепсском языке.

## История
Вепсская Википедия была создана участником из Франции под ником «Budelberger» 11 декабря 2008 года, как один из проектов Вики-Инкубатора. Первое время проект развивался достаточно медленно, и первая заявка на открытие энциклопедии на собственном домене, несмотря на наличие по крайней мере одного носителя языка, была отклонена 20 декабря 2008 года.
Тем не менее, уже следующая заявка на Мета-Вики, поданная 15 ноября 2010 года, оказалась более удачной, и 13 ноября 2011 года языковой комитет одобрил перенос проекта на собственный домен. К этому времени в вепсском разделе произошёл резкий всплеск активности. 17 ноября 2011 года проект был окончательно одобрен, а 1 февраля 2012 отделился от Вики-инкубатора и был перенесён на собственный адрес vep.wikipedia.org. К этому моменту раздел насчитывал 39 статей.
Вепсская Википедия является одним из первых вики-разделов, написанных на языке одной из малых коренных народностей России, а также первым «российским» разделом, использующим латинскую графику в качестве основной. Обсуждалась также возможность написания статей на кириллице, однако в итоге было принято решение не принимать это нововведение.

## Статистика
Большая часть вклада исходит от участников, не являющихся вепсами, однако в достаточной степени владеющих вепсским языком. К 2012 году в разделе был всего один активный участник, заявлявший ранее о владении языком как родным.
На 16 июля 2025 года в данном разделе насчитывалось 7060 статей. Количество участников, зарегистрированных в вепсской Википедии, — 17 347, из них 25 совершили какое-либо действие за последние 30 дней, а 1 участник имеет статус администратора. Общее число правок составляет 179 662.
Глубина раздела на текущий момент составляет 89,1 единиц.